# 大鮮卑山
大鮮卑山，傳說中的鮮卑起源地，其地點不詳。現代考證認為應是指大興安嶺北側。

## 歷史
史载鲜卑的名稱來自他們所居地地附近的一座大山，名鮮卑山。
鮮卑的習俗，當他們游牧到某個地方，就會將此地的大山命名為鮮卑山。因此，許多古書，如《蒙古游牧記》中，就記載了很多個地方，都有被稱為鮮卑山的地點。大鮮卑山的確實地點，長期以來無法考證
。
据《魏书》记载，“魏先之居幽都也，凿石为祖宗之庙于乌洛候国西北”。“世祖真君四年来朝，称其国西北有国家先帝旧墟”，公元443年，北魏太武帝派中书侍郎李敞前往祭祀，并在洞中刻下祭文。

## 現代考證
1980年7月，内蒙古考古工作者在调查中发现了“嘎仙洞”，该洞位于内蒙古呼伦贝尔盟鄂伦春自治旗阿里河镇西北深山密林中的山崖上，洞中除了少量陶器、石器和骨器外，遗留的石刻铭文与《魏书》记载基本相同，从而证明嘎仙洞就是历史上记载的鲜卑石室。嘎仙洞面积近3000平方米，洞顶最高20余米，同时洞中还有小洞。
根据鲜卑族对祖先的记忆，大约早在夏代，鲜卑民族已经开始活动，而当时鲜卑民族活动的地点是否就是两千多年以后北魏时期的鲜卑石室尚缺乏直接的证据。目前只能说，鲜卑山非常可能就是今天的大兴安岭北麓。